# Tidal (сервис)
Tidal (стилизованно пишется маюскулом) — интернет-сервис подписки на музыку, подкасты и потоковое видео, сочетающий в себе звук без потерь и музыкальные видеоролики высокой чёткости с эксклюзивным контентом и специальными функциями для музыки. Сервис запущен в 2014 году норвежской публичной компанией Aspiro. В настоящее время контрольный пакет акций Tidal принадлежит Block. На 2024 год доступен в 61 стране мира.
Имея соглашения о распространении со всеми тремя крупными лейблами и многими инди, Tidal утверждает, что предлагает доступ к более чем 110 миллионам треков и 650 000 видео. Он предлагает два уровня обслуживания: Tidal Premium (качество с потерями) и Tidal HiFi (качество CD без потерь — основанный на FLAC 16-бит / 44.1 кГц — и MQA). Tidal утверждает, что платит самый высокий процент роялти музыкальным исполнителям и авторам песен на рынке потоковой передачи музыки.
В марте 2015 года Aspiro была приобретена компанией Jay-Z Project Panther Bidco Ltd., которая возобновила сервис с массовой маркетинговой кампанией. Некоторые музыкальные артисты изменили дизайн своего профиля в социальных сетях на синий и разместили фразу «#TIDALforAll» в Facebook, Twitter и Instagram. На пресс-конференции 30 марта 2015 года присутствовали Jay-Z и 15 других музыкантов, которые были совладельцами и заинтересованными сторонами Tidal. Эта потоковая служба рекламировалась как первая принадлежащая артисту.
В то время, как некоторые наблюдатели высоко оценили впечатляющее высокое качество звука без потерь (кроме MQA) и более высокую плату за подписку, которая привела бы к более высоким гонорарам артистам и авторам песен, другие считали, что высокая плата за подписку и эксклюзивный контент Tidal от участвующих исполнителей могут привести к большему распространению музыкального пиратства. Tidal утверждает, что у неё более 3 миллионов подписчиков хотя достоверность этих заявлений, а также их сообщённые потоковые номера были поставлены под сомнение. 23 января 2017 года Sprint Corporation купила 33 % Tidal за 200 миллионов долларов.

## История
Отделившись от WiMP, который был запущен в Норвегии в 2010 году и позже доступен в Швеции, Дании, Германии и Польше, Aspiro впервые запустил бренд Tidal в Великобритании, США и Канаде 28 октября 2014 года. Запуск был поддержан Sonos и 15 другими производителями домашнего аудио в качестве партнёров.
В январе 2015 года Tidal начал работу ещё в пяти европейских странах: Ирландии, Финляндии, Нидерландах, Бельгии и Люксембурге.
Aspiro был куплен Project Panther Bidco Ltd. (принадлежит Jay-Z) за SEK 466 миллиона долларов (USD $ 56,2 миллионов) в январе 2015 года. Перед приобретением ASPIRO Jay-Z заявил в интервью Billboard, что он был готов сотрудничать с другими потоковыми службами, чтобы осуществить своё видение. «Мы поговорили с каждым сервисом и изучили все варианты», — заявил Джей-Зи, мы хотим быть независимыми. И это стало для нас лучшим предложением, а не простым, заметьте, — заключил он.
16 апреля 2015 года стало известно, что Tidal закрывает свои оригинальные офисы Aspiro в Стокгольме, увольняя всех шведских сотрудников и тогдашнего генерального директора Энди Чена. Компания отказалась комментировать закрытие офисов, но подтвердила, что Питер Тонстад сменил Энди Чена на посту генерального директора.
В сентябре 2015 года Tidal начал продажи цифровых загрузок и компакт-дисков В декабре 2015 года Tidal назначил Джеффа Тойга на пост генерального директора компании. Затем Джефф Тойг покинул компанию в марте 2017 года.
В августе 2017 года генеральным директором был назначен Ричард Сандерс.
В январе 2017 года компания объявила о партнёрстве с британской компанией Master Quality Authenticated (MQA) для предоставления записей мастер-качества — аутентифицированных и непрерывных версий (обычно 96 кГц / 24 бита) с максимально возможным разрешением для своих подписчиков HiFi.
Tidal — единственная потоковая компания, предлагающая эту услугу от MQA.
23 января 2017 года американский оператор сотовой связи Sprint объявил о покупке 33-процентной доли в Tidal сообщив, что Sprint будет предлагать эксклюзивный контент своим клиентам.
В сентябре 2017 года компания Tidal стала партнёром приложения для веб-портала Mercedes-Benz. Американская исполнительница Ники Минаж снялась в рекламном ролике, рекламирующем партнёрство с Mercedes.
В 2017 году Tidal анонсировал серию подкастов для запуска в том же году.
Американские рэперы Fat Joe и Joey Badass стали вести «Coca Vision» и «47 минут» соответственно.
Помимо подписочной модели также существовал сервис TIDAL Store, позволяющий приобретать альбомы в таких форматах, как MP3 и FLAC, для последующей загрузки на устройство без каких либо дальнейших ограничении. 20 октября 2022 года сервис был закрыт. Пользователи, которые успели приобрести альбомы, но ещё их не загрузили, могут это сделать до 23 января.

## Владельцы
Tidal принадлежит Jay-Z и другим музыкальным исполнителям, что делает его первым в мире потоковым сервисом, принадлежащим артисту. Основная идея данной платформы — «восстановить ценность музыки, запустив сервис, принадлежащий артистам». Во время пресс-конференции Jay-Z, Бейонсе, Рианна, Канье Уэст, Nicki Minaj, Daft Punk, Джек Уайт, Мадонна, Arcade Fire, Алиша Киз, Ашер, Крис Мартин, Кэлвин Харрис, deadmau5, Джейсон Алдин и Дж. Коул были представлены на сцене как «владельцы TIDAL». Эрик Харви из Pitchfork заявил об артистах, которые являются совладельцами сервиса: «Это 1 % поп-музыки в мире сейчас, это артисты, которые не отвечают перед лейблами звукозаписи, не отвечают перед корпорациями».
30 марта 2015 года в Skylight на станции Мойнихан в Нью-Йорке состоялась пресс-конференция, посвящённая официальному повторному запуску Tidal. Конференция началась с краткого введения и объяснения Tidal. После представления вышеупомянутых шестнадцати совладельцев-артистов Tidal на сцене, записывающая артистка Алиша Киз выступила от имени артистов и от имени Tidal. Она заявила: «Итак, мы собрались перед вами в этот день, 30 марта 2015 года, единым голосом в надежде, что сегодня будет ещё один из тех моментов времени, момент, который навсегда изменит ход истории музыки». Киз также описала событие как «выпускной». В конце пресс-конференции все артисты на сцене подписали декларацию, в которой говорилось о миссии Tidal. Tidal утверждал, что получил 100 000 новых подписчиков после пресс-конференции, показывающей артистов, вовлечённых в службу.
В июне 2015 года Лил Уэйн присоединился к списку услуг в качестве совладельца артиста, начав партнёрство, выпустив эксклюзивный трек для сервиса под названием «Glory». 23 февраля 2016 года TI присоединился к реестру службы в качестве последнего совладельца, начав партнёрство, выпустив «Money Talk», сингл из своего десятого альбома Dime Trap, исключительно на сервисе. Альбом транслировался в прямом эфире с Greenbriar Mall в Атланте.
1 июля 2017 года стало известно, что хип-хоп-музыкант Канье Уэст оставил Tidal в качестве совладельца и акционера после финансового спора с его советом директоров относительно компенсации за его вклад в компанию. Позднее Канье Уэст потребовал от Tidal выплату в размере 3 млн долларов США за его участие в маркетинговых мероприятиях, видеопроизводстве и за то, что он выпустил свой альбом 2016 года «Жизнь Пабло», что послужило причиной увеличения количества подписчиков Tidal на 1,5 млн вскоре после выпуска. В ответ Тидал заявил, что Канье Уэсту не удалось доставить видео, которые он обещал по своему контракту.
В начале марта 2021 года была заключена сделка по которой контрольный пакет перейдёт от Jay-Z к компании Square, Inc.. Сумма выплаты оценивается в 297 миллионов долларов США, а Jay-Z займёт место в совете директоров Square.

## Контент
Ключевым моментом продажи Tidal в отношении конкуренции с другими потоковыми сервисами, такими как Spotify и Pandora Radio, является эксклюзивный контент, уже доступный и ожидаемый в будущем от нынешних артистов, которые являются совладельцами компании, а также других. Эксклюзивный контент, доступный на перезапуске Tidal, включал сингл Рианны «Bitch Better Have My Money», дебютное телевизионное выступление The White Stripes, « Daft Punk’s Electroma» (2006) и плейлисты, лично курируемые Jay-Z, Beyoncé, Arcade Fire и Coldplay. Tidal на своей официальной странице в Твиттере заявил, что «много эксклюзивного контента уже в пути».

### Релизы
В апреле 2015 года эксклюзив Tidal включал в себя Бейонсе, выпускающую видео о своём исполнении «Die With You», никогда ранее не звучавшей оригинальной песни, посвящённой ей и годовщине свадьбы Jay-Z. Мадонна выпустила тизер своего предстоящего музыкального видео  «Ghosttown» и Рианна представила совершенно новые песню и клип «American Oxygen».
В январе 2016 года Tidal выпустил альбом Рианны Anti в качестве однонедельного эксклюзивного потока.
В феврале 2016 года Tidal выпустили эксклюзивный первый релиз Канье Уэст The Life of Pablo. Уэст также пообещал, что альбом «никогда не появится ни на каких других сервисах [кроме Tidal]», и он никогда не будет продаваться.
23 апреля 2016 года Бейонсе выпустила свой второй визуальный альбом Lemonade, который транслировался исключительно на Tidal. Лишь 25 апреля он был доступен для покупки потреково или альбомом на Amazon Music и в магазине iTunes, а 6 мая — физическим ритейлерам.
Альбом Jay Z 2017 года 4:44 дебютировал на Tidal. В следующем году Jay Z выпустил совместный альбом с Бейонсе, Everything Is Love, через Tidal.

### Прямое вещание
Tidal регулярно транслирует концерты в прямом эфире (livestreaming) и по запросу[прояснить], включая фестиваль Made in America и TIDAL X Brooklyn.
В 2018 году Tidal Livestreamed Hot 97 25-й ежегодный Summer Jam.
В том же году Tidal вступил в партнёрство с Инициативой равного правосудия, чтобы транслировать концерт «Мир и справедливость»; концерт был посвящён открытию Национального мемориала мира и справедливости и Музея наследия, оба расположены в Монтгомери, штат Алабама.

## Технологии
Платформы
Tidal предлагает приложения для устройств, совместимых с Microsoft Windows, OS X, iOS и Android . Tidal совместим с Apple TV и CarPlay, Android TV и Amazon Fire TV.
Передача данных
MQA является форматом с потерями.

## Бизнес-модель

### Финансы и роялти
Один артист заявил, что гонорары артистов за трек от компании Aspiro/Tidal в настоящее время более чем в три раза превышают гонорары от Spotify, но эти гонорары могут уменьшиться, чтобы обеспечить достаточный возврат инвестиций. Jay-Z прокомментировал в интервью Billboard, что артистам платят больше, если они будут транслироваться на Tidal, чем на Spotify, заявив: «Будут ли артисты зарабатывать больше денег? Даже если это означает меньшую прибыль для нашей прибыли? Абсолютно». В том же интервью он также подчеркнул, что этот сервис предназначен для людей, «находящихся внизу пищевой цепи».
27 февраля 2016 года Yesh Music, LLC и Джон Эмануэле из группы The American Dollar подали коллективный иск на сумму 5 миллионов долларов США, в котором утверждалось, что Tidal ещё не выплатил группе компенсацию за любые выплаты роялти, полученные в результате потоковой передачи группы 116 авторские песни. Иск также обвинил Tidal в использовании неверных чисел для выплаты артистам, а также подрезал этих же людей на 35 %. В ответе Tidal говорится, что они действительно полностью обновили все лицензионные платежи для группы и удалили указанную интеллектуальную собственность со своих серверов.

### Тарифные планы
Цены на 2015 год.

#### Premium
| Название                               | Цена в месяц                     | Наличие рекламы | Время прослушивания | Записи «без потерь» | Битрейт                          | Кодек                       |
| -------------------------------------- | -------------------------------- | --------------- | ------------------- | ------------------- | -------------------------------- | --------------------------- |
| Премиум (Premium)                      | USD $9.99 GBP £9.99 EUR €9.99    | Да              | Unlimited           | Нет                 | 320 kbit/s or 96 kbit/s (mobile) | AAC (все поддерживаемые ОС) |
| Семейный Премиум (Family Premium)      | USD $14.99 GBP £14.99 EUR €14.99 | Да              | Unlimited           | Нет                 | 320 kbit/s or 96 kbit/s (mobile) | AAC (все поддерживаемые ОС) |
| Студенческий Премиум (Student Premium) | USD $4.99 GBP £4.99 EUR €4.99    | Да              | Unlimited           | Нет                 | 320 kbit/s or 96 kbit/s (mobile) | AAC (все поддерживаемые ОС) |
| Военный Премиум (Military Premium)     | USD $5.99 GBP £5.99 EUR €5.99    | Да              | Unlimited           | Нет                 | 320 kbit/s or 96 kbit/s (mobile) | AAC (все поддерживаемые ОС) |

#### HiFi
| Название                         | Цена в месяц                     | Наличие рекламы | Время прослушивания | Записи «без потерь» | Битрейт    | Кодек                                                             |
| -------------------------------- | -------------------------------- | --------------- | ------------------- | ------------------- | ---------- | ----------------------------------------------------------------- |
| HiFi                             | USD $19.99 GBP £19.99 EUR €19.99 | Да              | Unlimited           | Да                  | переменный | FLAC (Android/Windows), ALAC (iOS/macOS), MQA (приложение пля ПК) |
| Семейный HiFi (Family HiFi)      | USD $29.99 GBP £29.99 EUR €29.99 | Да              | Unlimited           | Да                  | переменный | FLAC (Android/Windows), ALAC (iOS/macOS), MQA (приложение пля ПК) |
| Студенческий HiFi (Student HiFi) | USD $9.99 GBP £9.99 EUR €9.99    | Да              | Unlimited           | Да                  | переменный | FLAC (Android/Windows), ALAC (iOS/macOS), MQA (приложение пля ПК) |
| Военный HiFi (Military HiFi)     | USD $11.99 GBP £11.99 EUR €11.99 | Да              | Unlimited           | Да                  | переменный | FLAC (Android/Windows), ALAC (iOS/macOS), MQA (приложение пля ПК) |

### Обвинения
В январе 2017 года норвежская газета Dagens Næringsliv («Сегодняшний бизнес») сообщила, что получила внутренние документы, раскрывающие меньшее количество подписчиков, чем было публично объявлено Tidal и его владельцами, и в сентябре 2015 года она насчитывала всего 350 000 пользователей (что противоречит заявлению Jay- Z, что у службы было миллион пользователей) и 850 000 подписчиков к марту 2016 года, а не 3 миллиона, заявленных службой (которые могли быть раздуты, включая пользователей, которые использовали бесплатную пробную версию).
В мае 2018 года Dagens Næringsliv опубликовал отчёт, обвиняющий Tidal в намеренной фальсификации потоковых чисел для альбомов Beyoncé Lemonade и Kanye West 's Life of Pablo и, следовательно, в выплате завышенных гонораров артистам лейблов артистов. Газета подкрепила свой отчёт всесторонним исследованием в Центре кибер и информационной безопасности Норвежского университета науки и технологий в Йовике. По сообщению Variety, музыкальный сервис, который «редко делится своими данными публично», являясь эксклюзивной потоковой платформой для обоих альбомов, заявил, что «альбом West транслировался 250 миллионов раз в первые 10 дней его выпуска в феврале 2016 года, в то же время утверждая, что у него всего 3 миллиона подписчиков — утверждение, которое означало бы, что каждый подписчик проигрывал альбом в среднем восемь раз в день, а альбом Бейонсе транслировался 306 миллионов раз в первые 15 дней его выпуска в апреле 2016 года».
Компания отрицает какие-либо правонарушения. После обвинений норвежское общество по сбору платежей TONO подало официальную жалобу полиции на Tidal. Датская музыкальная организация Koda также объявила о проведении независимой проверки данных Tidal.

## Отзывы
Вскоре после запуска и пресс-конференции Tidal мобильная версия сервиса попала в топ-20 чарта iPhone Apps в США.
Спустя две недели, после критики за «маркетинговую кампанию вне контакта», приложение уже выпало из топ-700 рейтинга того же списка.

### Похвала
Glenn Peoples из Billboard пишет, что Tidal — это хорошая вещь для музыкальной индустрии. Он заявил, что рынку стриминга в США нужен «пинок в задницу», когда он рассматривает темпы роста потокового вещания с 2014 по 2015 годы. Люди также отметили, что усиление конкуренции на рынке потокового вещания — это хорошо, так как это может привести к «большему росту». распространение инноваций ". Он пришёл к выводу, что такая услуга, как Tidal, которая рекламируется как выплата достаточного количества роялти как исполнителям, так и авторам песен, приведёт к тому, что индустрия в целом решит свои проблемы с потоковыми гонорарами.

### Критика
Пишущий для USA Today Михей Петерс выпустил список «3 причины, почему новый Tidal сервис потокового Jay-Z глуп». Статья была сосредоточена на том, что продвигаемая модель высокого качества звука без потерь была «завышена для среднего слушателя». Питерс обеспокоен тем, что у большинства слушателей нет необходимых продвинутых наушников, чтобы отличать разницу между обычным и высококачественным звуком. В статье также указывалось, что цена в 20 долларов не была разумной для массового рынка.
Музыкант Лили Аллен выразила своё мнение о Tidal на своём официальном аккаунте в Твиттере. Она боялась, что высокая цена Tidal, а также массовая популярность совладельцев артистов могут привести к подрыву музыкальной индустрии и росту пиратства. Она заявила: «Я очень люблю Jay-Z, но Tidal (настолько) дорог по сравнению с другими совершенно хорошими потоковыми сервисами, он работает с самыми большими артистами… Сделал их эксклюзивными для Tidal (правильно ли я так думаю?), Люди идут роиться обратно на пиратские сайты в массовом порядке».
Jay-Z ответил на критику вольным стилем во время концерта Tidal X: Jaÿ-Z B-Sides . Он сравнивает Tidal с Apple и Nike и говорит, что Tidal подвергся лицемерной критике.
Решение Kanye West первоначально выпустить свой альбом The Life of Pablo в качестве эксклюзивного потокового видео вызвал критику со стороны фанатов, которые считали, что потоковая эксклюзивность может способствовать пиратству. На 17 февраля 2016 года альбом был нелегально скачан более полумиллиона раз. Уэст позже сделал альбом доступным для потоковой передачи на конкурирующих сервисах. В июле 2017 года Уэст расторг контракт с Tidal, заявив, что сервис должен ему 3 миллиона долларов.